# Драган Ковачић
Драган Ковачић (Прелошћица, 5. октобар 1939 — Загреб, 11. фебруар 1999) био је југословенски кошаркаш.

## Каријера
Играо је на позицији центра. Био је познат под надимком Дуги. Каријера му је трајала све до средине седамдесетих година 20. века. Наступао је за загребачку Локомотиву (данас Цибона). У периоду 1961-1967. његов просек кошева је шест пута узастопно износио преко 22 поена премда је једну годину пропустио због одслужења војног рока у ЈНА. Заиграо је и против НБА Ол-Стар састава 1964. за време турнеје коју су имали по Југославији. Након своје индивидуално најуспешније сезоне, 1967, када је пети стрелац југословенске лиге са преко 27 поена по мечу, Дуги одлази на три сезоне у Француску и већ у првој (играо за Виши) награђен је признањем МВП првенства.
У сезони 1970/71. вратио се у Локомотиву. Загребачки тим је био предвођен Плећашем и Рукавином, тада младим звездама југословенске кошарке. Локомотива је завршила као вицепрвак државе. Сезона 1971/72. била је последња коју је Ковачић провео у клубу са Тушканца. Загребачки клуб те сезоне стиже до историјског успеха, доноси први међународни трофеј клупске југо-кошарке освајањем премијерног Купа Радивоја Кораћа, а Дуги је дошао до свог јединог клупског трофеја. Одиграо је још две сезоне у Индустромонтажи, најпре помаже да се клуб пласира у Прву лигу Југославије, а онда и одигравши последњи минут у највишем рангу такмичења у сезони 1973/74. Завршио је играчку каријеру у 35. години, у 12 сезона колико је одиграо у првом рангу такмичења домаће кошарке, Дуги је убацио укупно 3.638 поена и остварио завидан просек од 19,4 у 188 одиграних утакмица.
Играо је за кошаркашку репрезентацију Југославије. Са југословенском репрезентацијом је освојио две сребрне медаље на Светским првенствима, 1963. у Бразилу (прва медаља за Југославију) и 1967. године у Уругвају, као и сребрну медаљу на Европском првенству 1965. године у Совјетском Савезу. Учествовао је на Летњим олимпијским играма 1964. године у Токију. Уписао је 104 наступа за државни тим Југославије, убацио је 761 поен.
Преминуо је у Загребу 11. фебруара 1999. године.

## Клупски трофеји
- Куп Радивоја Кораћа: 1972.